# Bunker am Seelberg

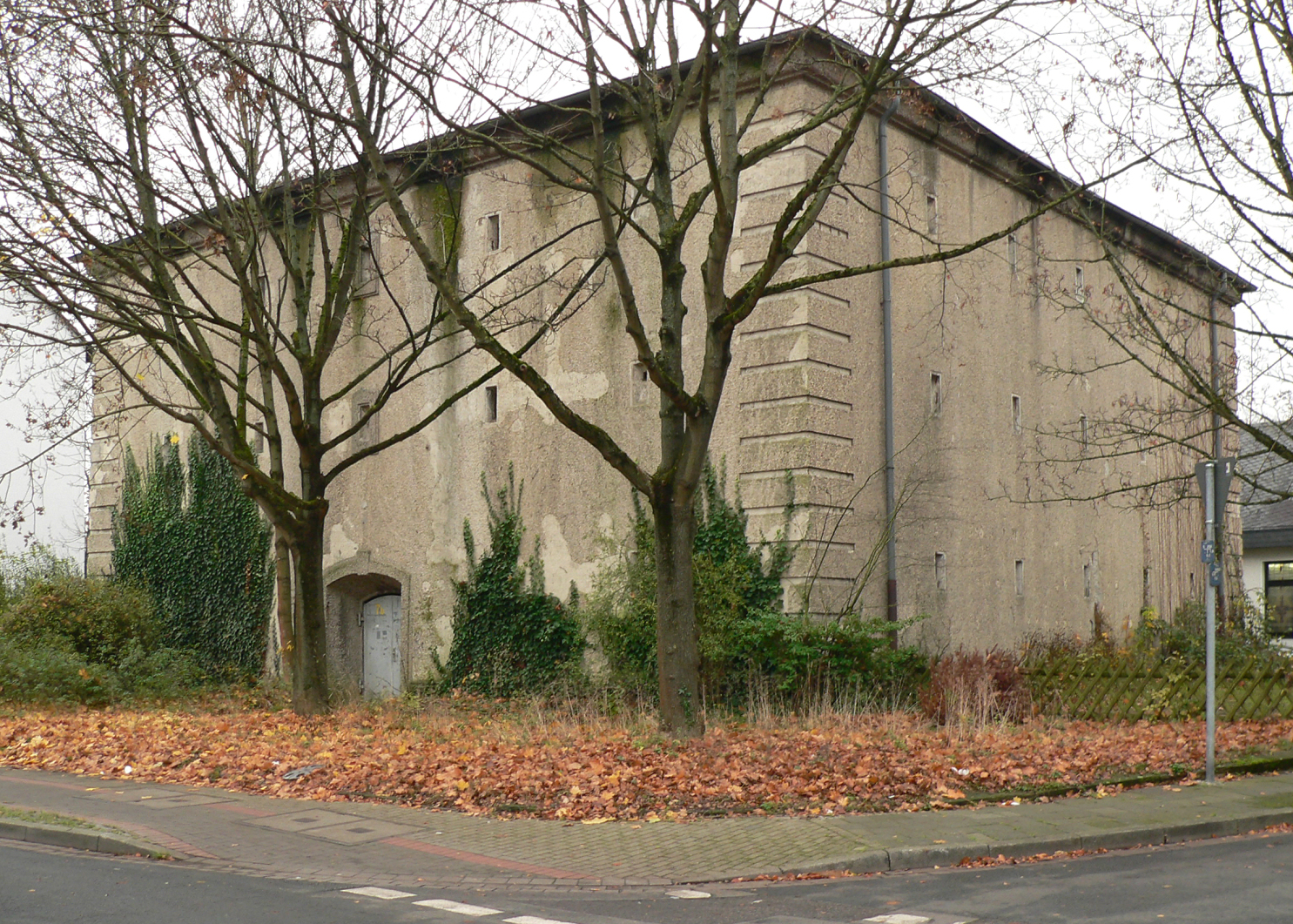
Bunker am Seelberg

Der Bunker am Seelberg im hannoverschen Stadtteil Misburg-Nord entstand  während des Zweiten Weltkrieges. Der 1941 erbaute Hochbunker auf dem Seelberg diente während der Luftangriffe auf die Stadt als Zuflucht vor den durch die Flugzeuge der Alliierten abgeworfenen Fliegerbomben.
Der fast 10 Meter hohe Bunker mit einer Länge von nahezu 20 Meter und einer Breite von über 12 Meter hat drei Geschosse. Die Außenwände weisen eine Stärke von 1,1 Meter und das Dach eine Stärke von 1,4 Meter auf.
Bei Luftangriffen auf die nahe gelegenen kriegswichtigen Industrieunternehmen, wie Deurag-Nerag und die Zementfabriken Misburgs, erhielt der Bunker im Jahr 1944 vier Volltreffer von Fliegerbomben, die jedoch das Dach nicht durchschlugen. 
Das Musikzentrum Hannover nutzt heute den Bunker als Übungsraum für Bands.
Er ist einer von ursprünglich 58 Bunkern, die nach dem Zweiten Weltkrieg in Hannover erhalten waren, und einer von 16 noch im Besitz der Stadt verbliebenen (Stand 2018). Ein weiterer nahe gelegener Hochbunker war der Bunker Hannoversche Straße, der ab 1960 mit einem Aufsatz als Wasserturm diente und heute Wahrzeichen des Stadtteils Misburg ist.